# Schriftkultur

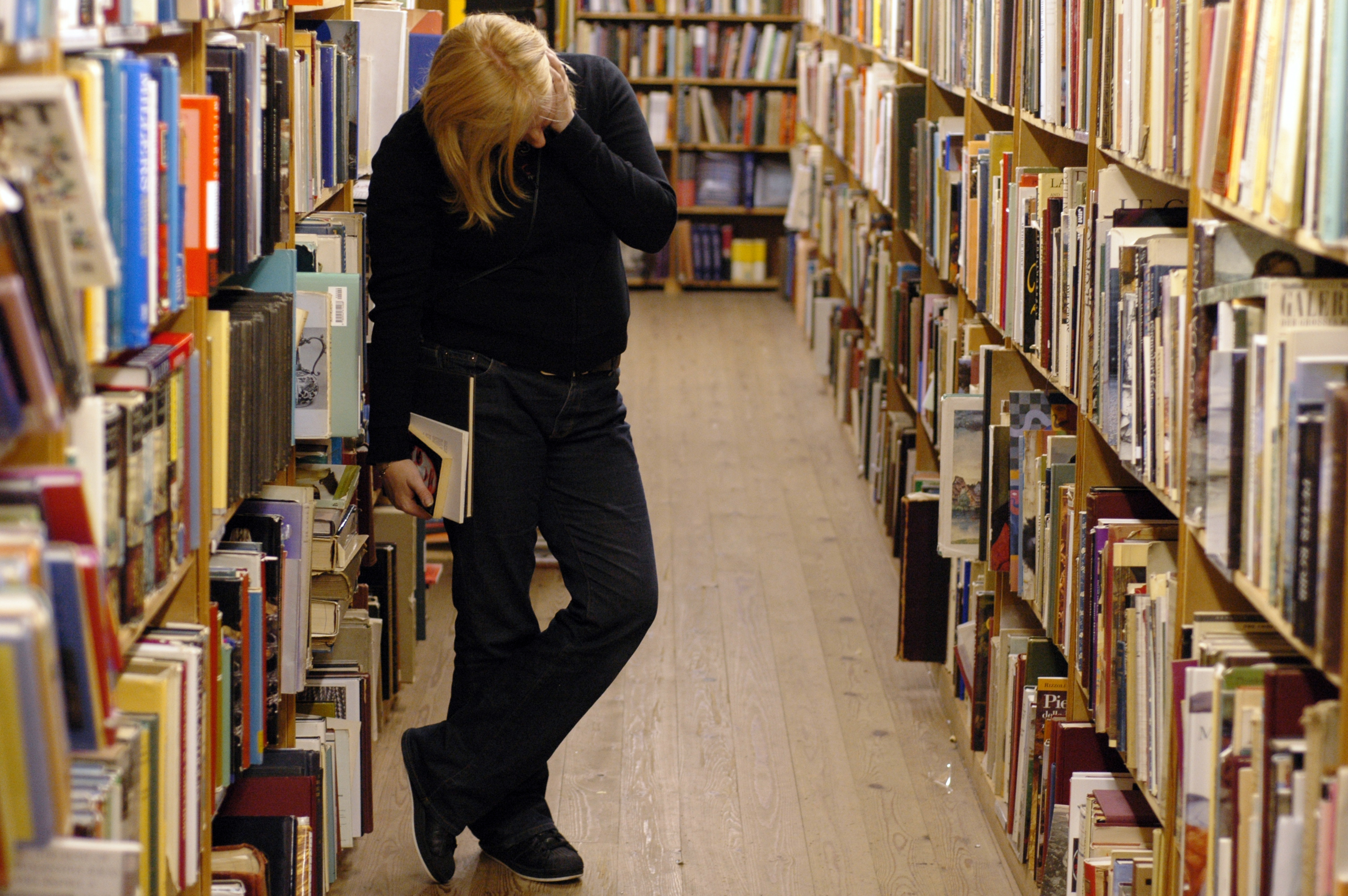
Frau in Bibliothek

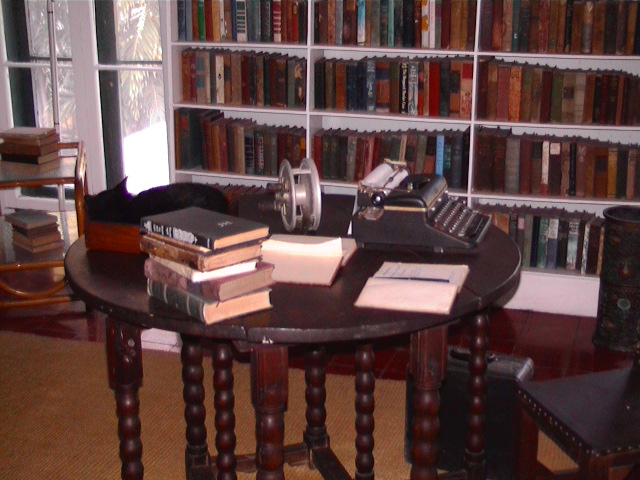
Schreibtisch Hemingways

Schriftkultur (zu lateinisch cultura ‚Pflege, Bearbeitung‘) bezeichnet die Tradierung und Übermittlung kultureller Zeugnisse, Normen, Werte und Leistungen durch Schrift. Die Existenz einer Schriftkultur wird als Merkmal einer Hochkultur angesehen.

## Begriffe und Merkmale
Eine Schriftkultur ist prinzipiell gekennzeichnet durch die Pflege und Normierung eines oder mehrerer Schriftsysteme, die von Angehörigen einer Sprachgemeinschaft oder eines Kulturraums für unterschiedlichste Zwecke wie Handel, Güterherstellung, Sozialorganisation, Kunst, Literatur, Wissenschaft, Religion und Geschichtsschreibung genutzt werden. Ausprägung, Anwendung und Rezeption von schriftlichen Ausdrucks- und Übermittlungsformen hängen dabei stark von den Schriftsystemen selbst und den gesellschaftlichen Bedingungen ab. Schrift und schriftliche Dokumente durchdringen dabei in vielen höherentwickelten Kulturen die meisten Bereiche menschlichen Kulturschaffens und werden unlösbarer, sich gegenseitig bedingender Bestandteil.
Je nach Verwendung können sich dabei besondere Formen, Normen und Regeln, eine besondere Ästhetik im Schrift- und auch wiedergebenden Sprachgebrauch ausprägen. Beispiele hierfür sind
- die schöpferische Betätigung von Autoren in Literatur und Dichtung, wo sie besondere Formen als Bühnen-, Dichter- und Literatursprache finden kann
- liturgische Texte
- die künstlerische Betätigung in der Schriftgestaltung, etwa Typographie und Kalligraphie
- eine formalisierte Kanzlei- bzw. Verwaltungssprache
- Inschriften auf Grab- und Denkmälern

Aufbewahrung und Zugang zu schriftlichen Objekten in Form von Schriftsammlungen und zentralisierten Aufbewahrungsorten (etwa in Bibliotheken und Archiven) sind dabei ein ebenso wesentlicher Bestandteil von Schriftkulturen.
Nicht in allen Fällen bedeutet die Existenz einer Schriftkultur, dass sich alle Angehörigen einer Sprachgemeinschaft schriftlich verständigen können. So war die Beherrschung des Lesens und/oder Schreibens oft bestimmten Gesellschaftsschichten vorbehalten. Viele Schriftkulturen können durch ein bevorzugtes Schreibmedium und Schreibwerkzeug gekennzeichnet werden. Die Bereitstellung dieser speziellen Schreibutensilien erfordert bereits ausgereifte Arbeitsteilung und Handel.

## Geschichte der Schriftkultur

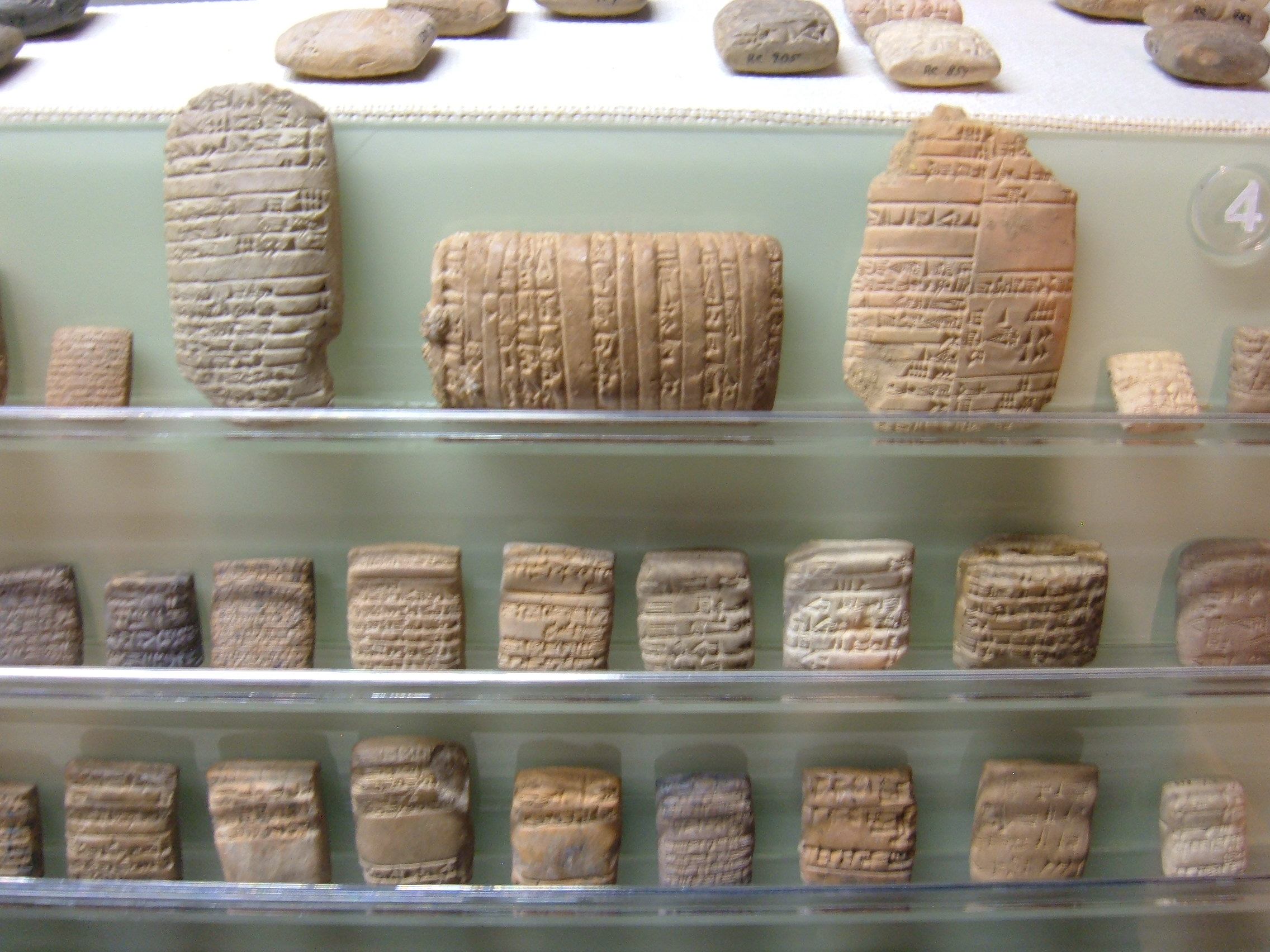
Tontafeln verschiedener Größe

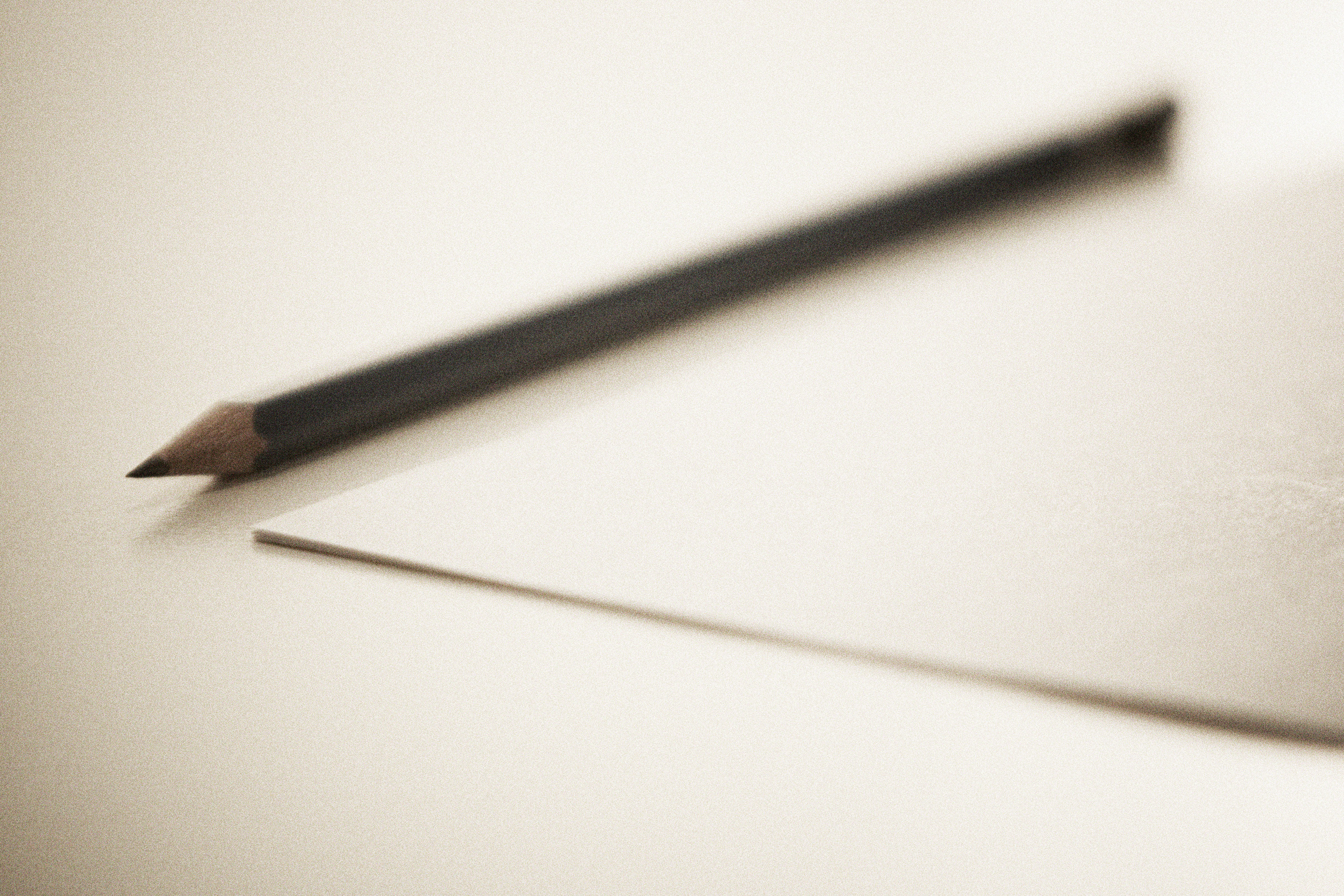
Papier und Bleistift

Aus mediengenealogischer Sicht gibt es für Medien mehrere Entwicklungsepochen oder Zeitalter: die Oralität (gesprochene Sprache), die Literalität (geschriebene Sprache), das Typographeum bzw. die Gutenberg-Galaxis (gedruckte Sprache) und schließlich das rezente Informationszeitalter (digitale/elektronische Sprache), nach unterschiedlichen Ansätzen auch Marconi-, McLuhan- oder Turing-Galaxis bezeichnet.

### Manuelles Schreiben
Die ältesten Hochkulturen in Mesopotamien bedienten sich Tontafeln und -zylindern, in welche sie mit Griffeln Zeichen eindrücken konnten. Eine ähnliche Funktion erfüllten im antiken Rom und Griechenland Wachstafeln. In Ägypten kam im 3. Jahrtausend v. Chr. Papyrus als Beschreibstoff auf, sowie ab dem 2. Jahrhundert v. Chr. das teurere Pergament. Im gleichen Zeitraum wurden in China Filzstoffe und Bambusplatten für gewöhnliche Schriften, Seide für Kunstwerke, verwendet, ab dem 2. Jahrhundert v. Chr. kam Papier auf. In Süd- und Südostasien, ausgehend von Südindien, wurden Palmblätter benutzt. Papier drang ungefähr im 8. Jahrhundert n. Chr. über Mittelasien nach Europa vor, wo es ab dem 12. Jahrhundert gebräuchlich wurde.
Als Schreibwerkzeuge kamen je nach Beschaffenheit des Schreibmaterials unterschiedliche Werkzeuge in Frage. Ägypter und Griechen verwendeten dünne Binsenstifte als Rohrfedern, Inder und Araber etwas stärkere Rohrarten wie beispielsweise aus Zucker- und Schilfrohr, welche sich im Mittelalter in Europa verbreiteten. Bei manchen Rohrstiften wurden durch Ankauen die Fasern weich gemacht, um Farbflüssigkeiten (Tinte) besser aufnehmen zu können. Hinzu kamen im Mittelalter Schreibfedern aus Vogelfedern, die dann mit dem Aufkommen von Stahlfedern im 18. Jahrhundert ersetzt wurden. Ebenfalls in dieser Zeit verbreitete sich der Gebrauch von Bleistiften. In China und Japan bedient man sich traditionell des Schreibpinsels.

### Monumentalinschriften
Bereits die ersten Hochkulturen bedienten sich Monumente aus Stein, um Errungenschaften dauerhaft zu präsentieren und dadurch Mitmenschen oder auch die eigenen Götter zu beeindrucken. Schriftkulturen bringen bis heute an Monumenten und Denkmälern bevorzugt Texte in Form von eingemeißelter oder in Metall gegossener Schrift an, damit Erklärungs- und Deutungsmuster nicht durch Unkenntnis verfälscht werden. Derartige Inschriften sind häufig die wichtigsten Zeugnisse untergegangener Schriftkulturen, umso mehr, wenn vergänglichere Schriftzeugnisse nicht kopiert oder konserviert werden konnten. Beispiele hierfür sind die Maya-Schrift und die ägyptischen Hieroglyphen.

### Maschinelles Schreiben
Neben dem händischen Schreiben gehört auch der Druck von Schriftstücken zur Schreibkultur. Während Stempel und Siegel schon wesentlich länger in Gebrauch sind, ist das Drucken kompletter Schriftstücke erst im Mittelalter üblich geworden, zuerst in China und Korea, dann im 15. Jahrhundert mit Gutenbergs Erfindung des Buchdrucks mit beweglichen Lettern in Europa. Im 19. Jahrhundert wurde die Schreibmaschine entwickelt, die im 20. Jahrhundert zum wichtigsten Schreibutensil in Verwaltung und Literatur aufstieg, und schließlich durch PCs mit dazugehörigen Druckern abgelöst wurde. Schrift wird im Informationszeitalter nicht mehr unbedingt auf einem Medium fixiert, sondern auch digital ausgetauscht.

### Verbreitung von Schriftkenntnissen und Schriftkulturen

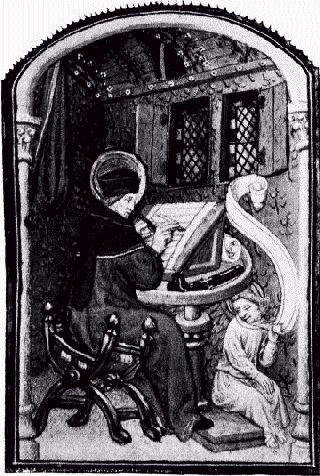
Mönch im Skriptorium, 15. Jh.

Das Beherrschen von Schreib- und Lesefähigkeiten war in unterschiedlichen Zeitaltern verschieden stark ausgeprägt. Zudem ging und geht auch die Beherrschung von Lesen und Schreiben nicht immer zwangsläufig einher. So gab es zu allen Zeiten Personen, die zwar lesen konnten, aber nicht schreiben. Der englische Begriff literacy (für Lesen und Schreiben) wird in seiner Negation illiteracy außerdem mit Ungebildetheit übersetzt.

#### Antike und christliches Mittelalter
In den antiken Kulturen ohne allgemeine Schreibkenntnisse gab es den Beruf des Schreibers, insbesondere als Hofbeamten oder als Buchhalter. In den Hochkulturen des Vorderen Asiens waren Lese- und Schreibfähigkeit aber nicht weit verbreitet. Mit dem Aufkommen von Buchreligionen wurde neben die zuvor vor allem höfische und wirtschaftliche Bedeutung von Schrift auch die religiöse Rolle hervorgehoben. In römischer und griechischer Zeit waren Schreib- und Lesekenntnisse dagegen in der städtischen Ober- und sogar Mittelschicht üblich, ferner blühte auch die künstlerische Schreibkultur.
Dieses Bildungsniveau entwickelte sich im christlichen Mittelalter sprunghaft zurück, selbst die Mehrheit der Fürsten war des Lesens unkundig. Mönche und Schriftgelehrte waren als Gebildete hoch angesehen. Die Verwendung der Bildungssprache Latein ermöglichte einerseits die Fortführung einer einheitlichen Schriftsprache in Europa, bildete aber andererseits eine Hürde für die ungebildeten Schichten, die zusätzlich zum Lesen und Schreiben auch noch eine Fremdsprache erlernen mussten. Die Mönche als Schriftbewahrer fertigten zudem oft prächtige Bibelhandschriften an und prägten dadurch die europäische Kunst.

#### Ostasien

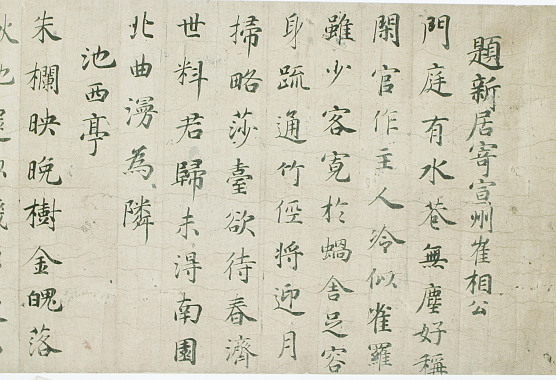
Gedicht von Bai Juyi

In China wie auch Japan entwickelte sich die Schriftkultur schon früh zur Blüte. Im Zuge der Reichseinigung im 2. Jahrhundert v. Chr. wurde in der Qin-Dynastie das Schriftsystem vereinheitlicht und als Han-Schrift etabliert. Die Schreibweise einzelner Zeichen entwickelte sich im Laufe der Zeit zwar weiter, doch die fast gleichbleibende Bedeutung ermöglichte den Informationsaustausch über Jahrtausende hinweg. Zugleich entwickelte sich bereits früh die zentralstaatliche Hofkultur, in der die Herrscher sich künstlerisch und literarisch betätigten. Die Bildung basiert stark auf der Kunst des Schreibens; die Chinesische Kalligrafie wird als Kunstrichtung gleichrangig mit der Malerei betrachtet.

#### Indien
Die Schriftkultur in Indien wurde durch das feuchtwarme Klima eher benachteiligt, da handschriftliche Überlieferungen dort anders als etwa im ariden Vorderen Orient im Laufe der Zeit verlorengingen. Die orale Überlieferung ist dementsprechend stärker ausgeprägt. Dennoch entwickelte sich eine große Vielfalt von Schriftsystemen und Alphabeten heraus.

#### Islam

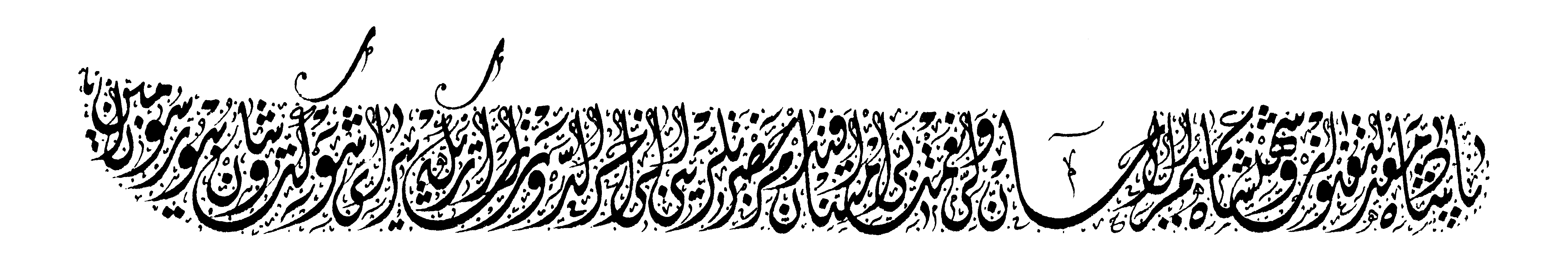
Komplizierte Diwani-Kalligraphie aus der Zeit des Osmanischen Reichs

Die arabische Schriftkultur ist wesentlich geprägt durch den Koran. Die Verbindung von Madrasa und Moschee sowie die einheitliche Sprache trugen entscheidend zum Aufstieg der arabischen Schriftkultur und zur hohen Alphabetisierungsrate der islamischen Welt bereits im Mittelalter bei. Aufgrund des Bilderverbots stieg die arabische Kalligrafie zur bildenden Kunst in islamischen Ländern auf. Wie die chinesischen und lateinischen Schriftzeichen unterlagen auch die arabischen Schriftzeichen einer starken Fortentwicklung.

#### Judentum
Auch die hebräische Schriftkultur ist durch religiöse Texte (Tanach und Talmud) und ein Bilderverbot geprägt, und die Beschäftigung mit der Heiligen Schrift ist für traditionell lebende Juden wichtig. Im mittelalterlichen West- und Mitteleuropa waren Juden darum ebenfalls Bildungs- und Kulturträger, auch wenn sie oft diskriminiert wurden.

#### Europa in der Neuzeit

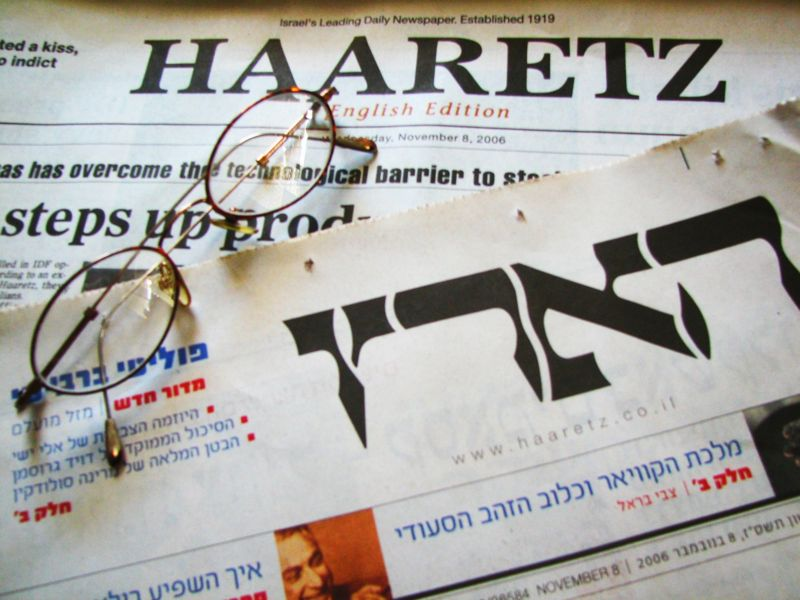
Zeitungsausgaben der Haaretz

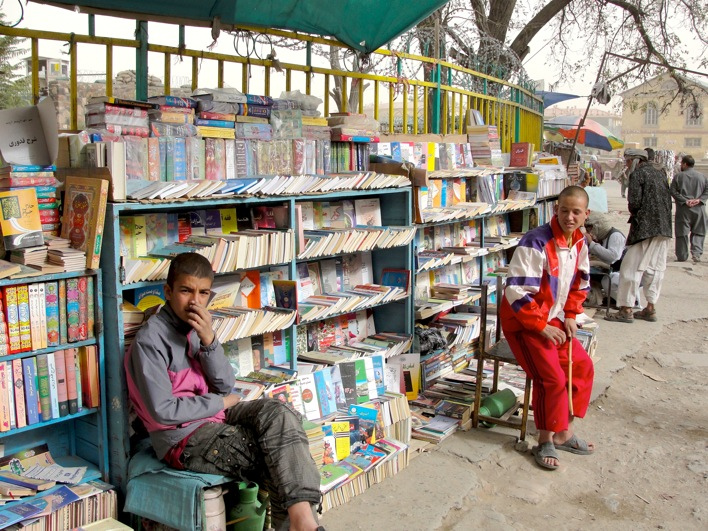
Buchhändler in Kabul

Begünstigt durch Humanismus, Reformation, Aufklärung und die Erfindung der Buchdruckkunst zur schnellen Verbreitung von Schriften blühte beginnend mit der Renaissance auch im christlichen Europa die künstlerische Schriftkultur und Literatur. Für Adel und gehobene Schichten wurde der Gebrauch von Schrift wieder selbstverständlich, und mittels des Drucks vervielfältigte Schriftprodukte (Bücher, Zeitungen, Karten, Flugblätter, Werbung, Banknoten) konnten zu immer niedrigeren Preisen gedruckt und angeboten werden. Bis ins 19. Jahrhundert wurden in Europa und Nordamerika allmählich Gesetze zur Schulpflicht erlassen, um Lese- und Schreibkenntnisse in der Bevölkerung zu verbreiten. Zugleich wurden Versuche unternommen, im Zuge des Kolonialismus die europäische Schriftkultur weltweit zu verbreiten. Zahlreiche weniger hoch entwickelte Schriftkulturen gingen infolgedessen unter, beispielsweise die Schriftkulturen des vorkolumbischen Amerikas: Maya-Schrift, Azteken-Schrift, Inka-Knotenschrift.

#### Informationszeitalter
Im 20. und 21. Jahrhundert ist die Schriftkultur weltweit zunehmend geprägt durch die jeweils lokale Tradition und Englisch als Weltverkehrssprache. Die englische Sprache und ihre Schriftkultur unterliegen wegen der Beeinflussung aus vielen Richtungen einem besonders raschen Wandel. Menschen, die nicht lesen und schreiben können, werden allgemein in der schriftorientierten Welt stark benachteiligt, weshalb Alphabetisierungskampagnen die Illiteralität weiter senken sollen. Ein weiterer Einfluss ist das Aufkommen von anderen Überlieferungsmedien als der geschriebenen Sprache, nämlich Tonträger und Film sowie digitale Speichermedien, sodass die textfixierte Schriftkultur durch eine Medienkultur ergänzt beziehungsweise sogar verdrängt wird. So erklärte beispielsweise Mihai Nadin in seinem 1999 erschienenen Werk Jenseits der Schriftkultur den Höhepunkt der Schriftkultur für bereits überschritten, und prophezeite einen Rückgang der Bedeutung des schriftlichen Austauschs zugunsten multimedialer Mischformen. Auch Vilém Flusser teilte die Auffassung, dass die Schriftkultur in der Form, wie sie im 20. Jahrhundert existierte, untergehen würde, um durch ein neues Paradigma ersetzt zu werden.